# Olympische Jugend-Sommerspiele 2018/Teilnehmer (Jemen)
| Gelbes Symbol für Goldmedaillen mit stilisierten Olympischen Ringen | Graues Symbol für Silbermedaillen mit stilisierten Olympischen Ringen | Braundes Symbol für Bronzemedaillen mit stilisierten Olympischen Ringen |
| ------------------------------------------------------------------- | --------------------------------------------------------------------- | ----------------------------------------------------------------------- |
| —                                                                   | —                                                                     | —                                                                       |

Die Jugend-Olympiamannschaft aus Jemen für die III. Olympischen Jugend-Sommerspiele vom 6. bis 18. Oktober 2018 in Buenos Aires (Argentinien) bestand aus drei Athleten.

## Athleten nach Sportarten

### Judo
Jungen
- Ahad Al-Sagheer
Klasse bis 66 kg: 13. Platz
Mixed: 9. Platz (im Team Singapur)

### Leichtathletik
| Mädchen - Nuha Ahmed Ali Al-Ahdal 100 m: 38. Platz | Jungen - Gamil Al-Hamati 3000 m: 14. Platz |